# Rhythmbox
Rhythmbox（リズムボックス）は、デジタル音楽を再生・整理するオーディオプレーヤーである。
iTunesの影響を受けている自由ソフトウェアである。GNOMEデスクトップでGStreamerメディアフレームワークを使って動くように設計されている。2007年11月現在活発に開発が行われている。

## 特徴

### 音楽再生
様々なデジタル音源の再生をサポートしている。最も一般的なものはローカルのコンピュータに保存されている音楽であり、ライブラリと呼ばれる。インターネットラジオとPodcastのストリーミング再生もサポートしている。また、Replay Gain標準をサポートしている。
ライブラリ内の音楽の検索や並べ替え、プレイリストのグループ化や整理も可能である。カスタマイズした規則に従って自動的に更新される「スマートプレイリスト」を作ることも出来る。シャッフル（ランダム）モードやリピートモードでの再生も可能である。
曲目のレーティング（順位付け）もサポートしており、高いレーティングがついた曲目をシャッフルモードで高頻度で再生することも出来る。自動レーティングも選択出来る。

### 音楽インポート
- 音楽CDのリッピング（オプションのSound Juicerパッケージが必要)）
- さまざまなオーディオフォーマット（GStreamerによる）
- iPodサポート（実験的）
- バージョン3.0より作業の進行状況を知らせる表示機能がトラックリストの下に加わった。[3]

### 音楽CD作成
バージョン0.9以降でプレイリストから音楽CDを作成できるようになった。

### アルバムカバーディスプレイ
バージョン0.9.5以降で再生中の曲のアートワーク（CDジャケットの写真など）を表示できるようになった。ID3タグに埋め込まれたものを読み込むだけでなく、インターネットからアートワークを探すこともできる。

### 楽曲歌詞ディスプレイ
バージョン0.9.5以降で、再生中の歌の歌詞を表示できるようになった（ただしleoslyricsなどの歌詞データベースに登録されたものに限る)。

### Last.fm サポート
バージョン0.9.6以降で、再生した音楽の情報をLast.fmのアカウントに送信できるようになった。さらにバージョン0.9.7以降でLast.fm音楽ストリームを利用できるようになった。

### Jamendo サポート
バージョン0.9.6以降で、自由な音楽ライブラリであるJamendoの閲覧と再生ができるようになった。

### DAAP 共有
バージョン0.10.0はDAAPによる共有をサポートしている。

### 統合

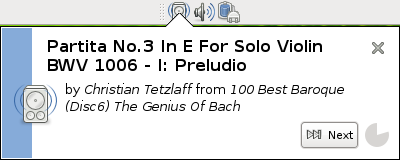
RhythmboxはGNOMEパネルに簡単に統合できる。

Rhythmboxは以下のように多くの外部プログラムやデバイスと統合・拡張できる。
- ファイルのコンテキストメニュー拡張（バージョン0.8.8ではデフォルトでは無効になっている）
- XChat（XChatプラグインを利用）Rhythmbox XChat Announcer (Perl)
- Pidgin-Rhythmboxは自動的にPidginユーザ情報に現在再生中の曲情報をアップデートする。
- Music Applet（旧バージョンはRhythmbox Appletとして知られていた）はGNOMEパネルからのRhythmboxプレイバックの操作を可能にするアプレットである。
- RhythmletもgDeskletsの一種であり、アルバムのジャケット画像をローカルファイルやAmazon.comから取得し、表示する文字列やプレイバック操作を設定でき、編集可能な検索バーやレーティングを提供する。
- SideCandyRhythmboxはgDeskletを元にしたRhythmboxコントロールとSideCandyを表示する。
- Rhythmbox XSLT は音楽ライブラリをウェブページとして表示可能にする。
- Drivelは再生中の曲名をLiveJournalのブログ・エントリーに表示する。
- Rhythmbox Tune Publisher は再生中の曲名を、（Jabber World Mapで使われる）User Tune プロトコルを用いてXMPPに表示する。
- Blue Remote はBluetoothを内蔵した電話機からRhythmboxを操作可能にする。
- FoxyTunesはMozilla Firefoxの拡張 (extension) であり、ウェブブラウザからのプレイバック操作を可能にする。
- JamendoやMagnatune上でクリエイティブ・コモンズ・ライセンスに従うアルバムを再生するためのプラグインがある。

### デバイス
Rhythmboxは再生デバイスの認識にLinux Hardware Abstraction Layer (HAL) を用いる。